# Jorge Saavedra
Jorge Saavedra López es un activista y funcionario mexicano-estadounidense. Fue director general del Centro Nacional para la Prevención y el Control del VIH/SIDA (CENSIDA), una agencia de la Secretaría de Salud de México. Y desde enero de 2018, es el director ejecutivo del Instituto Global de Salud Pública de la AHF (AIDS Healthcare Foundation) de la Universidad de Miami.

## Biografía
Saavedra, nació el 13 de mayo de 1958, hijo de una madre mexicano-americana en la ciudad fronteriza de Naco, Sonora. Tiene dos maestrías de la Escuela de Salud Pública de Harvard; una en salud pública y la otra en gestión de políticas de salud. En 2000, fundó la primera Clínica Ambulatoria de Atención al SIDA, Clínica Condesa, en la Ciudad de México, que se convertiría en el centro de atención más grande de América Latina para personas seropositivas. Dos años más tarde fue nombrado director de CENSIDA, una agencia gubernamental que trabaja para prevenir la transmisión del VIH, reducir el impacto en las personas, las familias y la sociedad, y coordinar las respuestas institucionales, interinstitucionales, territoriales e intersectoriales al SIDA.Durante su tiempo en CENSIDA también desarrolló un modelo de atención del VIH llamado CAPASITS (Centro Ambulatorio de Prevención y Atención en SIDA e Infecciones de Transmisión),hay más de 70 CAPASITS en todo México.
Como hombre abiertamente gay y seropositivo, Saavedra ha hecho campaña contra la homofobia y otras formas de discriminación.[También ha presionado para aumentar los recursos para la prevención del VIH y el tratamiento y la atención del SIDA en México. Ha criticado a los EE. UU. Iniciativa PEPFAR para cancelar la financiación de las ONG que trabajan con grupos de alto riesgo de infección por el VIH.
En 2015, Saavedra fue miembro del Panel Independiente sobre la Respuesta Global al Ébola del Instituto de Salud Global de Harvard-Escuela de Higiene y Medicina Tropical de Londres, presidido por Peter Piot.